# Regering-Aznar I
De regering-Aznar I bestond uit ministers die door José María Aznar in zijn ministerraad benoemd zijn, nadat zijn conservatieve partij PP de parlementsverkiezingen van 1996 gewonnen had, en die zitting hadden tijdens Spaanse legislatuur VI. Deze legislatuur duurde van 27 maart 1996 tot en met 4 april 2000 en komt overeen met Aznars eerste ambtstermijn.

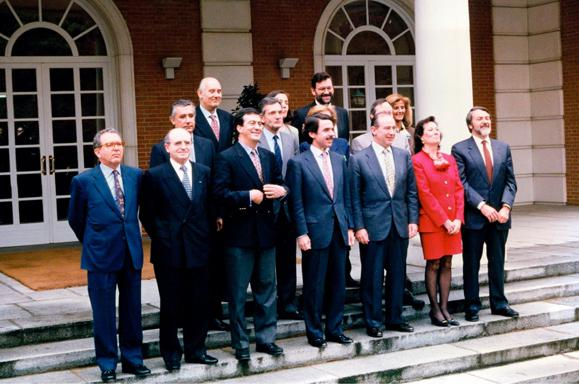
Regering van José María Aznar (1996-1999).

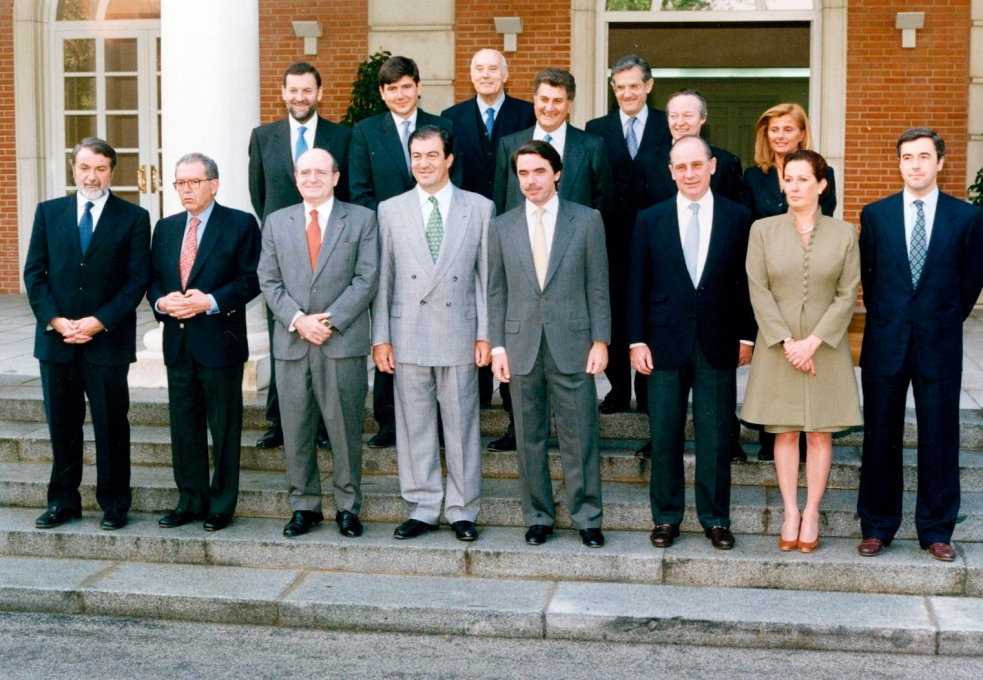
Regering van José María Aznar (1999-2000).

## Regering-Aznar I (1996–2000)
| Ambtsbekleder                   | Ambtsbekleder                | Ambtsbekleder                       | Functie                                           | Ambtstermijn     | Ambtstermijn     | Partij      |
| ------------------------------- | ---------------------------- | ----------------------------------- | ------------------------------------------------- | ---------------- | ---------------- | ----------- |
|                                 | José María Aznar             | José María Aznar (1953)             | Premier                                           | 5 mei 1996       | 17 april 2004    | PP          |
|                                 | Francisco Álvarez-Cascos     | Francisco Álvarez- Cascos (1947)    | Vicepremier                                       | 5 mei 1996       | 28 april 2000    | PP          |
| Minister van het Presidentschap | Francisco Álvarez-Cascos     | Francisco Álvarez- Cascos (1947)    |                                                   | 5 mei 1996       | 28 april 2000    | PP          |
|                                 | Rodrigo Rato                 | Rodrigo Rato (1949)                 | Vicepremier                                       | 5 mei 1996       | 28 april 2000    | PP          |
| Minister van Financiën          | Rodrigo Rato                 | Rodrigo Rato (1949)                 |                                                   | 5 mei 1996       | 28 april 2000    | PP          |
| Minister van Economische Zaken  | Rodrigo Rato                 | Rodrigo Rato (1949)                 |                                                   | 5 mei 1996       | 28 april 2000    | PP          |
|                                 | Jaime Mayor Oreja            | Jaime Mayor Oreja (1951)            | Minister van Binnenlandse Zaken                   | 5 mei 1996       | 27 februari 2001 | PP          |
|                                 | Abel Matutes                 | Abel Matutes (1941)                 | Minister van Buitenlandse Zaken                   | 5 mei 1996       | 28 april 2000    | PP          |
|                                 | Margarita Mariscal de Gante  | Margarita Mariscal de Gante (1954)  | Minister van Justitie                             | 5 mei 1996       | 28 april 2000    | O           |
|                                 | Josep Piqué                  | Josep Piqué (1955)                  | Minister van Industrie, Handel en Toerisme        | 5 mei 1996       | 28 april 2000    | O (1996–99) |
| Regerings- woordvoerder         | Josep Piqué                  | Josep Piqué (1955)                  | 15 juli 1998                                      |                  | 28 april 2000    | O (1996–99) |
| Regerings- woordvoerder         | Josep Piqué                  | Josep Piqué (1955)                  | 15 juli 1998                                      | PP (vanaf 1999)  | 28 april 2000    |             |
|                                 | Eduardo Serra Rexach         | Eduardo Serra Rexach (1946)         | Minister van Defensie                             | 5 mei 1996       | 28 april 2000    | O           |
|                                 | José Manuel Romay Beccaría   | José Manuel Romay Beccaría (1934)   | Minister van Volksgezondheid                      | 5 mei 1996       | 28 april 2000    | PP          |
|                                 | Javier Bocanegra             | Javier Bocanegra (1957)             | Minister van Arbeid en Sociale Zaken              | 5 mei 1996       | 19 januari 1999  | PP          |
|                                 | Manuel Pimentel              | Manuel Pimentel (1961)              | Minister van Arbeid en Sociale Zaken              | 19 januari 1999  | 20 februari 2000 | PP          |
|                                 | Juan Carlos Aparicio         | Juan Carlos Aparicio (1955)         | Minister van Arbeid en Sociale Zaken              | 20 februari 2000 | 10 juli 2002     | PP          |
|                                 | Esperanza Aguirre            | Esperanza Aguirre (1952)            | Minister van Onderwijs                            | 5 mei 1996       | 19 januari 1999  | PP          |
|                                 | Mariano Rajoy                | Mariano Rajoy (1955)                | Minister van Onderwijs                            | 19 januari 1999  | 28 april 2000    | PP          |
|                                 | Rafael Arias-Salgado         | Rafael Arias- Salgado (1942)        | Minister van Infrastructuur                       | 5 mei 1996       | 28 april 2000    | PP          |
|                                 | Loyola de Palacio            | Loyola de Palacio (1950–2006)       | Minister van Landbouw                             | 5 mei 1996       | 30 april 1999    | PP          |
|                                 | Jesús Posada                 | Jesús Posada (1945)                 | Minister van Landbouw                             | 30 april 1999    | 28 april 2000    | PP          |
|                                 | Isabel Tocino                | Isabel Tocino (1949)                | Minister van Milieu                               | 5 mei 1996       | 28 april 2000    | PP          |
|                                 | Mariano Rajoy                | Mariano Rajoy (1955)                | Minister van Regionale Zaken en Publieke Diensten | 5 mei 1996       | 19 januari 1999  | PP          |
|                                 | Ángel Acebes                 | Ángel Acebes (1958)                 | Minister van Regionale Zaken en Publieke Diensten | 19 januari 1999  | 28 april 2000    | PP          |
|                                 | Miguel Ángel Rodríguez Bajón | Miguel Ángel Rodríguez Bajón (1964) | Regerings- woordvoerder                           | 5 mei 1996       | 15 juli 1998     | PP          |